# Geolycosa diversa
Geolycosa diversa este o specie de păianjeni din genul Geolycosa, familia Lycosidae, descrisă de Roewer, 1960.
Este endemică în Rwanda. Conform Catalogue of Life specia Geolycosa diversa nu are subspecii cunoscute.